# 李孝斌
李孝斌（？—？），成紀（今甘肅秦安）人。唐朝宗室，長平王李叔良之子，范陽郡王李孝協之弟，唐玄宗年間奸臣李林甫的祖父，官至原州都督府長史。

## 家庭

### 父
- 李叔良

### 兄
- 李孝協

### 子
- 李思訓－畫家，官至左武衛大將軍，擅畫華麗色山水、花木、鳥獸，以金碧山水著稱，作品有《江帆樓閣圖》、《青綠山水圖》，今藏國立故宮博物院。

### 孫
- 李昭道－畫家，擅繪青綠山水，世稱小李將軍。著有《明皇幸蜀圖》。
- 李林甫－唐朝權臣、奸臣，唐玄宗开元二十二年（734年）五月，出任礼部尚书同中书门下平章事，从此任相十九年。

### 曾孙
- 李峰，太子舍人赠尚书兵部郎中